# Benedek András (író)
Benedek András (Budapest, 1913. június 21. – Budapest, 1995. december 10.) magyar író, dramaturg, színikritikus, műfordító; Benedek Elek (1859–1929) újságíró, író unokája, Benedek Marcell (1885–1969) író, irodalomtörténész, műfordító fia, Benedek István (1915–1996) orvos, író, művelődéstörténész bátyja.

## Élete
1936-ban szerzett bölcsészdoktori oklevelet a budapesti Pázmány Péter Tudományegyetem magyar–francia szakán. 1937 és 1945 között az Egyetemi Könyvtárban dolgozott. 1945-ben a Nemzeti Színház dramaturgja lett. Öt gyermeke született: Benedek Katalin (1947–) etnográfus, Benedek Mihály (1950–), Benedek László (1951–), Benedek János (1953–) és Benedek Gábor (1955–2020) történész.

## Művei
Több különböző lapban publikált, elsősorban színházi témájú cikkeket és színikritikákat. Több drámát írt, valamint fordított.
Legjelentősebb művei a következők:
- Színházi dramaturgia nézőknek (1975)
- Színházi műhelytitkok (1985)

Drámái:
- Ikaros (1941)
- Mesebeli János (1946)
- Csudakarikás (1955)
- A Noszty fiú esete Tóth Marival (Karinthy Ferenccel, 1958)

Fontosabb fordításai:
- Sartre: A tisztességtudó utcalány (1947)
- Miller: Édes fiaim (1948)
- Osborne: A ripacs (1958)

## Származása
| Benedek András (Budapest, 1913. jún. 23.– Budapest, 1995. dec. 10.) dramaturg, színikritikus | Apja: Benedek Marcell (Budapest, 1885. szept. 22.– Budapest, 1969. máj. 30.) irodalomtörténész | Apai nagyapja: Benedek Elek (Kisbacon, 1859. szept. 30.– Kisbacon, 1929. aug. 17.) író, lapszerkesztő                | Apai nagyapai dédapja: kisbaconi Benedek János (1815–1902) |
| Benedek András (Budapest, 1913. jún. 23.– Budapest, 1995. dec. 10.) dramaturg, színikritikus | Apja: Benedek Marcell (Budapest, 1885. szept. 22.– Budapest, 1969. máj. 30.) irodalomtörténész | Apai nagyapja: Benedek Elek (Kisbacon, 1859. szept. 30.– Kisbacon, 1929. aug. 17.) író, lapszerkesztő                | Apai nagyapai dédanyja: Benedek Marcella                   |
| Benedek András (Budapest, 1913. jún. 23.– Budapest, 1995. dec. 10.) dramaturg, színikritikus | Apja: Benedek Marcell (Budapest, 1885. szept. 22.– Budapest, 1969. máj. 30.) irodalomtörténész | Apai nagyanyja: Fischer Mária (Szeged, 1862. nov. 2.– Budapest, 1929. aug. 18.)                                      | Apai nagyanyai dédapja: Fischer Mór                        |
| Benedek András (Budapest, 1913. jún. 23.– Budapest, 1995. dec. 10.) dramaturg, színikritikus | Apja: Benedek Marcell (Budapest, 1885. szept. 22.– Budapest, 1969. máj. 30.) irodalomtörténész | Apai nagyanyja: Fischer Mária (Szeged, 1862. nov. 2.– Budapest, 1929. aug. 18.)                                      | Apai nagyanyai dédanyja: Poldesz Minna (1838-1892)         |
| Benedek András (Budapest, 1913. jún. 23.– Budapest, 1995. dec. 10.) dramaturg, színikritikus | Anyja: Győri Lujza (Budapest, 1885. aug. 27.– Budapest, 1962. nov. 18.)                        | Anyai nagyapja: Győry Gyula (1877-ig Pollák) (Győr, 1846 körül – Balatonlelle, 1928. okt. 19.) államvasúti felügyelő | Anyai nagyapai dédapja: Pollák Hermann                     |
| Benedek András (Budapest, 1913. jún. 23.– Budapest, 1995. dec. 10.) dramaturg, színikritikus | Anyja: Győri Lujza (Budapest, 1885. aug. 27.– Budapest, 1962. nov. 18.)                        | Anyai nagyapja: Győry Gyula (1877-ig Pollák) (Győr, 1846 körül – Balatonlelle, 1928. okt. 19.) államvasúti felügyelő | Anyai nagyapai dédanyja: Schreiner Rozália                 |
| Benedek András (Budapest, 1913. jún. 23.– Budapest, 1995. dec. 10.) dramaturg, színikritikus | Anyja: Győri Lujza (Budapest, 1885. aug. 27.– Budapest, 1962. nov. 18.)                        | Anyai nagyanyja: Schulhof Zsófia Sarolta (Pest, 1859. okt. 22.– Budapest, 1939. dec. 17.)                            | Anyai nagyanyai dédapja: Schulhof Adolf                    |
| Benedek András (Budapest, 1913. jún. 23.– Budapest, 1995. dec. 10.) dramaturg, színikritikus | Anyja: Győri Lujza (Budapest, 1885. aug. 27.– Budapest, 1962. nov. 18.)                        | Anyai nagyanyja: Schulhof Zsófia Sarolta (Pest, 1859. okt. 22.– Budapest, 1939. dec. 17.)                            | Anyai nagyanyai dédanyja: Schulhof Janka                   |